# Вільгельм Колер (1896)
Вільгельм Колер (нім. Wilhelm Kohler; 15 квітня 1896, Лор-ам-Майн — 25 лютого 1968, Байройт) — німецький воєначальник, генерал-лейтенант вермахту. Кавалер Німецького хреста в золоті.

## Біографія
Син лісника Клеменса Колера. 17 серпня 1914 року вступив в Баварську армію. Учасник Першої світової війни. З 15 квітня по 15 липня 1919 року служив у фрайкорі фон Еппа. Після демобілізації армії залишений в рейхсвері. З 6 жовтня 1937 року — командир 10-го кулеметного батальйону, з 5 грудня 1939 по 1 січня 1943 року — 486-го піхотного полку. Учасник Німецько-радянської війни. З 18 січня по 12 лютого 1943 року пройшов курс командира дивізії. З 1 квітня по 15 серпня 1943 року — командир 282-ї піхотної, з 1 грудня 1943 по 29 жовтня 1944 року — 11-ї авіапольової дивізії. 7 січня 1945 року відряджений в Імперський військовий суд. 9 травня 1945 року взятий в полон американськими військами. 25 червня 1947 року звільнений. Працював міським радником Байройта.

## Звання
- Доброволець (17 серпня 1914)
- Фанен-юнкер (28 квітня 1915)
- Фенріх (12 червня 1915)
- Лейтенант (13 липня 1915)
- Оберлейтенант (5 березня 1924)
- Ротмістр (1 листопада 1928)
- Майор (1 квітня 1935)
- Оберстлейтенант (1 січня 1938)
- Оберст (1 листопада 1940)
- Генерал-майор (1 червня 1943)
- Генерал-лейтенант (1 червня 1944)

## Нагороди
- Залізний хрест 2-го і 1-го класу[2]
- Орден «За військові заслуги» (Баварія) 4-го класу з мечами і короною[2]
- Почесний хрест ветерана війни з мечами
- Медаль «За вислугу років у Вермахті» 4-го, 3-го, 2-го і 1-го класу (25 років)
- Застібка до Залізного хреста 2-го і 1-го класу
- Німецький хрест в золоті (26 грудня 1941)